# Kabinett Vasile

Radu Vasile war zwischen 1998 und 1999 Ministerpräsident Rumäniens.

Das Kabinett Vasile wurde in Rumänien am 17. April 1998 von Ministerpräsident Radu Vasile gebildet und wurde am 22. Dezember 1999 vom Kabinett Isărescu abgelöst. Dem Kabinett gehörten Vertreter des Wahlbündnisses Convenția Democrată Română (CDR) wie der Partidul Național Țărănesc Creștin Democrat (PNȚCD), der Partidul Democrat (PD), der Partidul Social-Democrat Român (PSDR) und der Demokratischen Union der Ungarn in Rumänien (UDMR) an.

## Regierungspolitik und Wahlen
Vasiles Kabinett wurde am 15. April 1998 vom Parlament bestätigt und trat am 17. April 1998 sein Amt an. Victor Babiuc wurde Verteidigungsminister, während Außenminister Andrei Pleșu, Innenminister Gavril Dejeu und Finanzminister Daniel Dăianu im Amt blieben. Am 23. September 1998 wurde Daniel Daianu als Finanzminister von Decebal Traian Remeș abgelöst. Am 21. Dezember 1998 überstand die Regierung von Ministerpräsident Radu Vasile eine Vertrauensabstimmung mit 283 zu 163 Stimmen im Parlament. Am 18. Januar 1999 brachen 10.000 Bergleute aus dem Schiltal (Valea Jiului), die sich seit Anfang Januar im Streik gegen Zechenschließungen befanden, zum Marsch nach Bukarest auf, woraufhin die Regierung nach blutigen Zusammenstößen einlenkte. Am 21. Januar 1999 trat Innenminister Gavril Dejeu zurück und wurde durch Constantin Dudu-Ionescu ersetzt. Mitte Februar 1999 kam es zur Verabschiedung eines Sparhaushalts zur Senkung der Staatsverschuldung auf 2 Prozent des Bruttoinlandsprodukts von zuletzt 4 Prozent im Haushaltsjahr 1998. Am 20. Mai 1999 lehnte das Parlament mit 248 zu 147 Stimmen einen weiteren Misstrauensantrag gegen die Regierung von Ministerpräsident Vasile ab. Am 20. Oktober 1999 verabschiedete das Parlament ein Gesetz, das Bürgern Einsicht in die betreffenden Akten des Geheimdienstes Securitate ermöglicht. Am 14. Dezember 1999 setzte Staatspräsident Emil Constantinescu Ministerpräsident Vasile wegen Verschleppung von Reformen ab, woraufhin der Minister für Arbeit und Sozialschutz Alexandru Athanasiu kommissarischer Ministerpräsident wurde, ehe am 22. Dezember 1999 der parteilose Finanzexperte Mugur Isărescu neuer Ministerpräsident wurde.

## Kabinettsmitglieder
| Amt                                                                       | Amtsinhaber                                                 | Partei            | Beginn der Amtszeit                        | Ende der Amtszeit                             |
| ------------------------------------------------------------------------- | ----------------------------------------------------------- | ----------------- | ------------------------------------------ | --------------------------------------------- |
| Ministerpräsident                                                         | Radu Vasile Alexandru Athanasiu (kommissarisch)             | PNȚCD PSDR        | 17. April 1998                             | 13. Dezember 1999                             |
| Staatsminister, Minister für Nationale Verteidigung                       | Victor Babiuc                                               | PD                | 17. April 1998                             | 22. Dezember 1999                             |
| Staatsminister, Justizminister                                            | Valeriu Stoica                                              | PNL               | 17. April 1998                             | 22. Dezember 1999                             |
| Innenminister                                                             | Gavril Dejeu Constantin Dudu-Ionescu                        | PNȚCD             | 17. April 1998 21. Januar 1999             | 21. Januar 1999 Dezember 1999                 |
| Außenminister                                                             | Andrei Pleșu                                                | Parteiloser       | 17. April 1998                             | 22. Dezember 1999                             |
| Finanzminister                                                            | Daniel Dăianu Decebal Traian Remeș                          | Parteiloser PNȚCD | 17. April 1998 23. September 1998          | 23. September 1998 22. Dezember 1999          |
| Minister für Arbeit und Sozialschutz                                      | Alexandru Athanasiu                                         | PSDR              | 17. April 1998                             | 22. Dezember 1999                             |
| Privatisierungsminister                                                   | Sorin Dimitriu                                              | PNȚCD             | 17. April 1998                             | 19. Oktober 1998                              |
| Minister für Industrie und Handel                                         | Radu Berceanu                                               | PD                | 17. April 1998                             | 22. Dezember 1999                             |
| Minister für Landwirtschaft und Ernährung                                 | Dinu Gavrilescu Ioan Avram Mureșan                          | PNȚCD             | 17. April 1998 2. Dezember 1998            | 2. Dezember 1998 22. Dezember 1999            |
| Verkehrsminister                                                          | Traian Băsescu                                              | PD                | 17. April 1998                             | 22. Dezember 1999                             |
| Minister für öffentliche Arbeiten und Raumplanung                         | Nicolae Noica                                               | PNȚCD             | 17. April 1998                             | 22. Dezember 1999                             |
| Kommunikationsminister                                                    | Sorin Pantiș                                                | PNL               | 17. April 1998                             | 16. Dezember 1998                             |
| Minister für Wasser, Wälder und Umweltschutz                              | Romică Tomescu                                              | PD                | 17. April 1998                             | 22. Dezember 1999                             |
| Minister für nationale Bildung                                            | Andrei Marga                                                | PNȚCD             | 17. April 1998                             | 22. Dezember 1999                             |
| Gesundheitsminister                                                       | Francisc Baranyi Valeriu Stoica (kommissarisch) Hajdu Gabor | UDMR PNL UDMR     | 17. April 1998 24. Juni 1998 10. Juli 1998 | 24. Juni 1998 10. Juli 1998 22. Dezember 1999 |
| Reformminister, Präsident des Reformrates                                 | Ioan Avram Mureșan Victor Babiuc                            | PNȚCD PD          | 17. April 1998 2. Dezember 1998            | 2. Dezember 1998 16. Dezember 1998            |
| Tourismusminister                                                         | Sorin Frunzăverde                                           | PD                | 17. April 1998                             | 16. Dezember 1998                             |
| Minister für Forschung und Technologie                                    | Horia Ene Valeriu Stoica (kommissarisch)                    | Parteiloser PNL   | 17. April 1998 30. Oktober 1998            | 30. Oktober 1998 17. Dezember 1998            |
| Kulturminister                                                            | Ion Caramitru                                               | Parteiloser       | 17. April 1998                             | 22. Dezember 1999                             |
| Minister für Jugend und Sport                                             | Crin Antonescu                                              | PNL               | 17. April 1998                             | 22. Dezember 1999                             |
| Minister für Beziehungen zum Parlament                                    | Alexandru Sassu                                             | PD                | 17. April 1998                             | 16. Dezember 1998                             |
| Delegierter Minister beim Ministerpräsidenten für europäische Integration | Alexandru Herlea                                            | PNȚCD             | 17. April 1998                             | 22. Dezember 1999                             |
| Delegierter Minister beim Ministerpräsidenten für nationale Minderheiten  | György Tokay Péter Eckstein-Kovács                          | UDMR              | 17. April 1998 27. Januar 1999             | 27. Januar 1999 22. Dezember 1999             |